# Steerecleus argute-serratus
Steerecleus argute-serratus là một loài Rêu trong họ Brachytheciaceae. Loài này được (E.B. Bartram) H. Rob. miêu tả khoa học đầu tiên năm 1987.